# Nuto Navarrini
Nuto Navarrini, né à Milan le 15 août 1901 et mort dans cette même ville le 27 février 1973, est un acteur italien, actif des années 1930 aux années 1960.

## Biographie
Nuto Navarrini est le fils de Zenobio Navarrini, directeur de la « Primaria » Compagnie d'opérette lombarde.
Acteur de formation théâtrale, au cours des années 1930, il joue dans l'avanspettacolo (avant le spectacle), en particulier avec Gea della Garisenda dans la macchietta comique.
Au cinéma muet, il joue : Il delitto della via di Nizza (1913) et La reginetta delle rose (1914).
Après la mort d'Isa Bluette et son mariage avec Vera Rol, Navarrini, sympathisante fasciste, crée des spectacles de propagande : Il diavolo nella giarrettiera (opérette de Giovanni D'Anzi)) et I cadetti di Rivafiorita (1944-1945) et La Gazzetta del sorriso. Son activité lui valut ad honorem le grade de capitaine de la Milice volontaire pour la sécurité nationale de la République sociale italienne.
Après la chute du régime fasciste, Nuto Navarrini et sa troupe reprirent progressivement leur activité.

### Télévision
Au cours des années 1950 et 1960, Nuto Navarrini porte à la télévision des opérettes et joue des mini-séries, dont Le avventure di Laura Storm en compagnie de Lauretta Masiero sous la direction de Camillo Mastrocinque.

## Vie privée
Il s'est marié quatre fois : avec la danseuse classique Sofia Laurenzi, morte en couches en 1939, avec l'actrice Isa Bluette, puis la soubrette Vera Rol, avec laquelle il divorce le 30 mars 1972, et enfin en 1972 Milena Benigni, un retour de flamme qui lui avait donné un fils en 1945,,.

## Filmographie
- 1913 : Il delitto della via di Nizza
- 1914 : La reginetta delle rose
- 1945 : Vivere ancora
- 1946 : Ogni giorno è domenica , réalisation de Mario Baffico
- 1950 : Figaro qua, Figaro là (non crédité)
- 1951 : I due sergenti
- 1953 : Ivan (il figlio del diavolo bianco
- 1957 : Susanna tutta panna
- 1957 : La zia d'America va a sciare
- 1959 : Fantasmi e ladri, réalisation de Giorgio Simonelli
- 1962 : Il medico delle donne, réalisation de Marino Girolami
- 1962 : L'assassino si chiama Pompeo, réalisation de Marino Girolami

## Crédits de traduction
- (it) Cet article est partiellement ou en totalité issu de l’article de Wikipédia en italien intitulé « Nuto Navarrini » (voir la liste des auteurs).